# 根特祭坛画

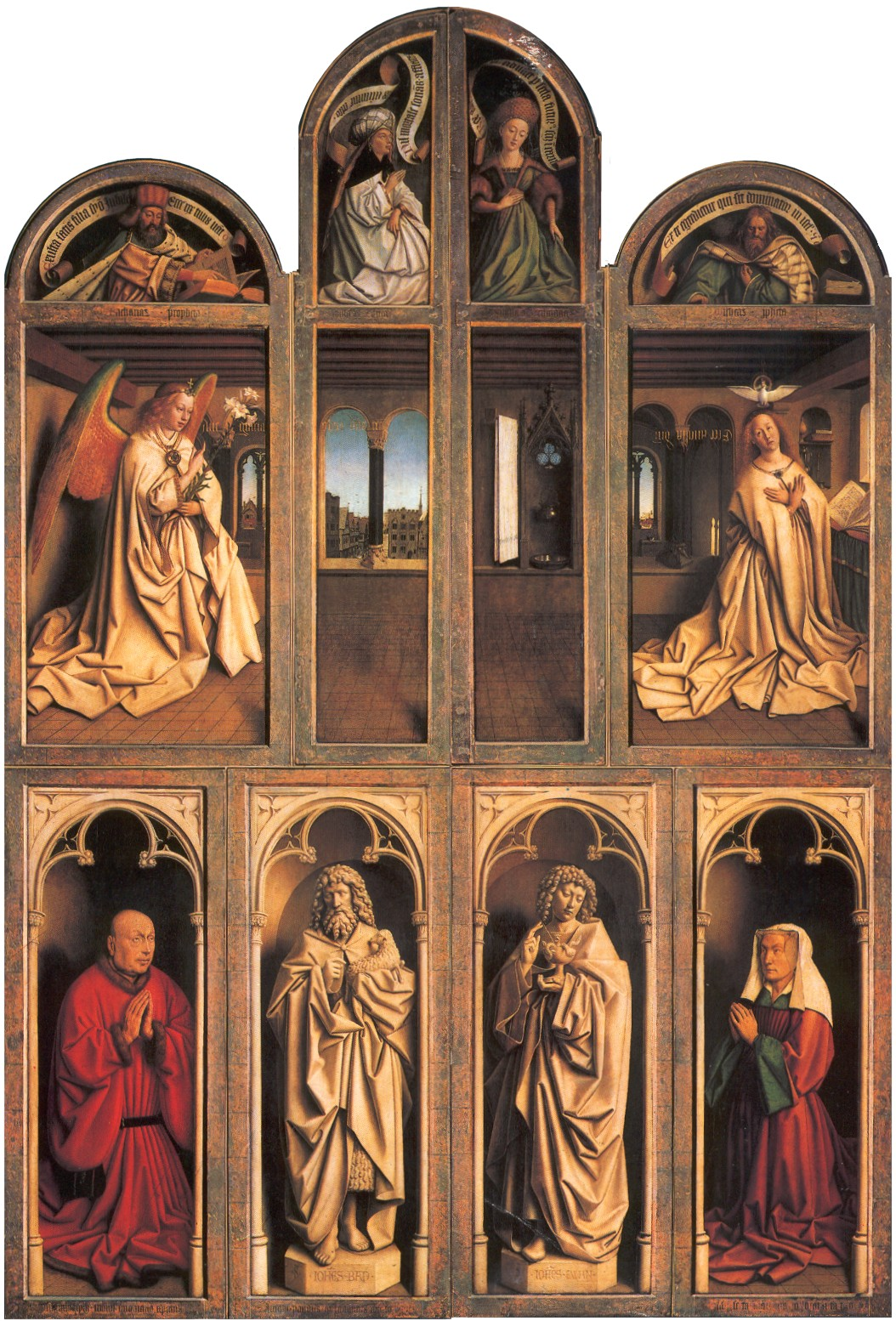
關閉祭壇時的外層畫作

根特祭坛画（Ghent Altarpiece），又名敬拜神秘之羔羊（Adoration of the Mystic Lamb），是现存最早的带有签名的早期尼德兰绘画作品，是一种多翼式“开闭形”的祭坛画，外面9幅。闭合的祭坛内12幅，位于天主教根特教区圣巴夫主教座堂内。只有当节日的礼拜盛会，祭坛的两翼伴随着音乐打开时，人们才得以见到内层的12幅杰作。
这一组祭坛画完成于1415年至1432年之间，共包括21幅作品。当时画家休伯特·范·艾克应根特市长多库斯·威德之邀为根特的圣贝文教堂绘制一组祭坛画。由于这位伟大画家于1426年去世，他的弟弟揚·范·艾克接手将其完成。这组盖世佳作自从它完成后就历经磨难，不是招损于火灾，就是被侵略者掠夺，要么就是被盗，直到1951年经过彻底修缮后才重新回到圣贝文教堂中。根特祭坛画的题材是取自《圣经》，表现了对耶稣牺牲自己挽救人类的上帝之爱的祈求与赞颂。